# Nighttime Birds
Nighttime Birds is een studioalbum van de Nederlandse rockband The Gathering, uitgebracht in 1997.
Het album is in dezelfde prog. Rock/metal stijl als zijn voorganger, maar kon het commerciële succes niet evenaren.

## Nummers
1. On Most Surfaces (Inuït)
2. Confusion
3. The May Song
4. The Earth Is My Witness
5. New Moon, Different Day
6. Third Chance
7. Kevin's Telescope
8. Nighttime Birds
9. Shrink

### Luxe-editie
In 2007 heeft Century Media ter viering van het 10-jarig jubileum van dit album een speciale editie op de markt gebracht. Deze uitgave bestaat uit 2 cd's:
Cd 1:
1. On Most Surfaces
2. Confusion
3. The May Song
4. The Earth Is My Witness
5. New Moon, Different Day
6. Third Chance
7. Kevin's Telescope
8. Nighttime Birds
9. Shrink
10. The May Song - Radio Edit¹
11. The Earth Is My Witness - Edit¹
12. Confusion - Live in Krakow²
13. The May Song - Live in Krakow²
14. New Moon, Different Day - Live in Krakow²
15. Adrenaline - Live in Krakow²

- De eerste negen nummers zijn de originele nummers van Nighttime Birds.
- ¹ Van de ep The May Song.
- ² Van de dvd In Motion.

Cd 2:
1. New Moon, Different Day¹
2. Kevin's Telescope - Instrumentaal¹
3. Shrink¹
4. The Earth Is My Witness¹
5. Diamond Box - Instrumentaal¹
6. Nighttime Birds¹
7. On Most Surfaces¹
8. Hjelmar's¹
9. In Power We Entrust The Love Advocated (Dead Can Dance cover)²
10. When The Sun Hits (Slowdive cover)²
11. Confusion - Demo / Eroc sessie²
12. Shrink - Alternatieve Versie³
13. Adrenaline³
14. Third Chance - Alternatieve Versie³

- ¹ Van de Eroc demo sessie voor Nighttime Birds, November 1996.
- ² Van de ep Kevin's Telescope
- ³ Van de ep Adrenaline / Leaves

## Bezetting
- Anneke van Giersbergen
- René Rutten
- Frank Boeijen
- Hans Rutten
- Hugo Prinsen Geerligs
- Jelmer Wiersma

## Trivia
- In het nummer Nightime Birds (na minuut 3:45) zit een sample van de fluitmuziek (een Raga Kafi) dat men kan horen in de Efteling bij het sprookje De Tuinman en de Fakir.